# Pamparaptor micros
Pamparaptor micros es la única especie conocida del género extinto Pamparaptor de dinosaurio terópodo deinonicosaurio que vivió a fines del período Cretácico durante el Turoniense y el Coniaciense, hace aproximadamente 89 millones de años, en lo que ahora es Sudamérica.  Es un dromeosáurido basal con pies similares a los de los troodóntidos que fue encontrado en la provincia de Neuquén, en la Patagonia, Argentina. Es conocido a partir del holotipo MUCPv-1163, un pie izquierdo articulado y casi completo. El ejemplar fue recuperado de la formación de Portezuelo, parte del Subgrupo Río Neuquén del Grupo Neuquén. Pamparaptor fue nombrado por Juan D. Porfiri, Jorge O. Calvo y Domenica dos Santos en el año de 2011 y su especie tipo es Pamparaptor micros. El nombre genérico se refiere al pueblo Pampas y "raptor", "ladrón" o "capturador" en latín. El nombre de la especie, micros, que significa "pequeño", se refiere al tamaño del espécimen, un estimado en unos 0,5 a 0,7 metros de longitud.